# Quyen

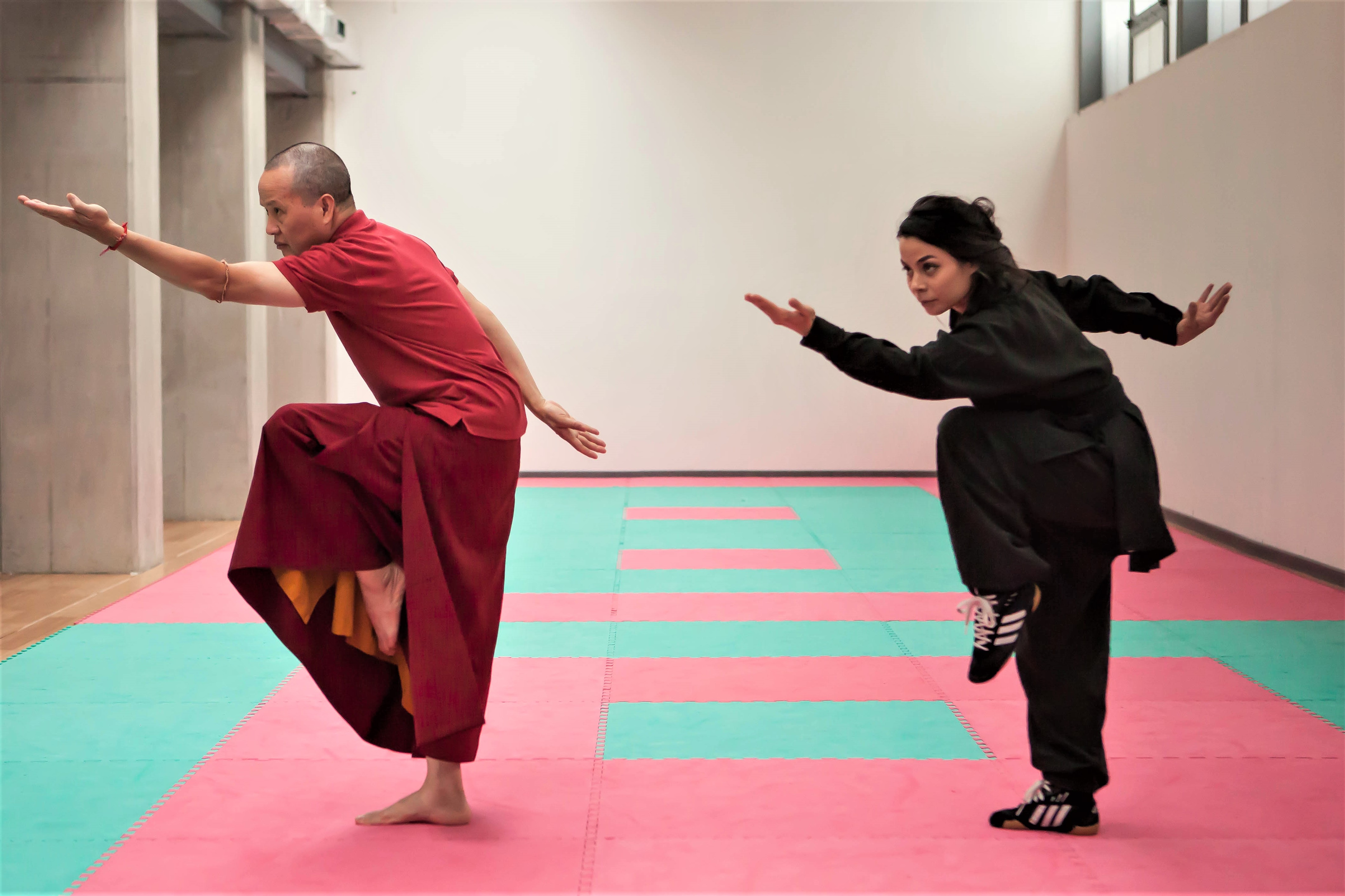
Insegnamento di una Quyền

Il termine Quyền è una parola vietnamita traducibile come "pugno" e per estensione "pugilato", analogamente al cinese Ch'uan (Quan) nelle espressioni come Taijiquan, "pugilato del principio supremo"
È utilizzata nelle arti marziali vietnamite, come il Vo Co Truyen, per indicare una "forma", una sequenza di movimenti codificati, equivalente al giapponese "kata", al coreano "poomsae" o al cinese "taolu". 
Si tratta di un "combattimento immaginario" contro uno o più avversari, una serie di azioni di attacco e difesa, atte a migliorare la coordinazione, la potenza, la velocità e la resistenza del praticante. È lo strumento per tramandare la conoscenza e la strategia del maestro che ha creato la Quyền e che spesso ha mascherato il significato di alcuni passaggi per evitare che qualche estraneo possa appropriarsene.

## Tipologie e categorie
Esistono diverse tipologie di Quyền:
- Forme a mani nude: Thao Quyền;
- Forme a coppie: Song luyện;
- Forme con armi: Vũ khí.

Nel Wushu "moderno" la gara di "forme", chiamata Taolu, comprende le categorie già citate (mani nude, a coppie, con armi), ma può essere ulteriormente suddivisa in stili "moderni" o "codificati" e stili "tradizionali", che possono essere a loro volta "interni" o "esterni" e "dimostrativi". 

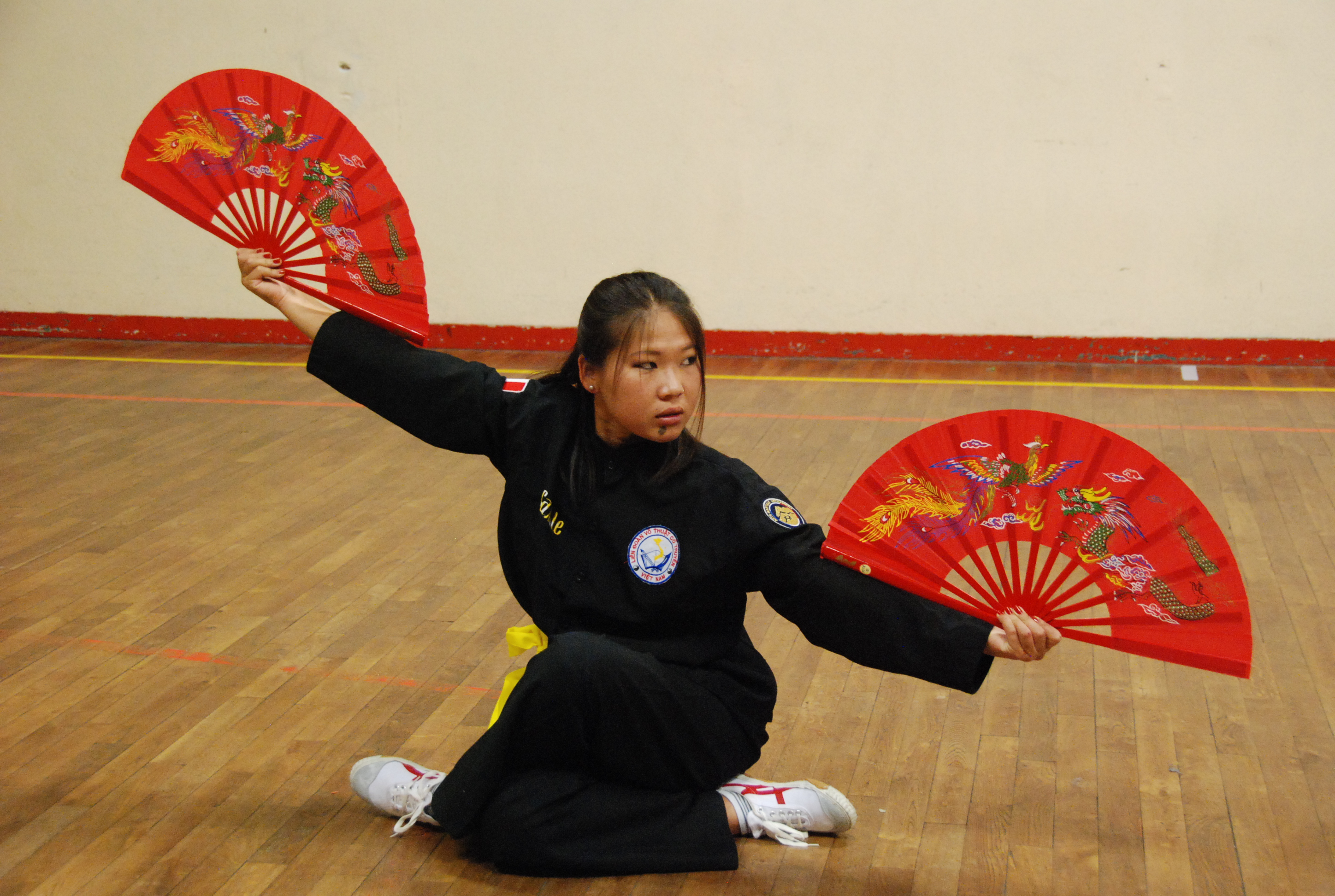
Quyền con doppio ventaglio

Nel programa unificato della WFVV (World Federation of Vietnam Vocotruyen) sono state selezionate a partire dal 1993 delle Quyền per la specifica categoria “Forme codificate”, sia a mani nude che con armi, come Đồng nhi quyền, Ngọc trản quyền, Hùng kê quyền, Lão mai quyền, Tiên ông quyên, Bạch hạc sơn quyền, Roi tấn nhất (bastone roi), Tứ linh đao (sciabola), Thái sơn côn (bastone lungo), Huỳnh long độc kiếm (spada), Lão hổ thương sơn (lancia).
In Italia la FIWuK (Federazione Italiana Wushu Kung Fu) organizza competizioni di Quyền (forme individuali) e Song luyện (forme a coppie) codificate. Il settore Arti Marziali Vietnamite (Vocotruyen e Vovinam Viet Vo Dao) prevede le seguenti specialità:
- Forme a mani nude: Thao Quyền
- Forme a coppie: Song luyện
- Forme con armi corte: Vũ khí ngắn
- Forme con armi lunghe: Vũ khí dài

## Didattica e trasmissione
Le Quyền vengono tramandate da maestro ad allievo per lo più oralmente, attraverso la riproduzione e la ripetizione dei movimenti, fino al loro perfezionamento. Per garantire la conservazione e la trasmissione di questo patrimonio culturale, le Quyền erano preservate in "poemi" (Thơ) le cui "poesie" (Thiệu) descrivono, in termini più o meno poetici e allusivi, la sequenza e l'applicazione delle tecniche. 
Di questi "poemi" può esistere più di una versione, perché nel corso del tempo possono essersi verificati errori di trascrizione o differenti interpretazioni delle "poesie". Il vietnamita è una lingua tonale, quindi per ogni parola (costituita da una sola sillaba) possono esserci sei diverse intonazioni della vocale, che cambiano completamente il significato del vocabolo. L'esempio più "classico" è la sillaba "MA", che a seconda del tono, significa: Ma = fantasma, Má = madre, Mà = ma, Mả = tomba, Mã = cavallo, Mạ = piantina di riso. Inoltre gran parte del lessico vietnamita è costituito da prestiti linguistici dalla lingua cinese: questa lingua "letteraria", molto diversa dal vietnamita "parlato", è quella utilizzata nelle arti marziali tradizionali vietnamite. 
Ad esempio del "poema" di Long hổ hội quyền (l'unione del drago della tigre), una quyền di Võ Bình Ðịnh presente nel programma di molte scuole vietnamite, si trovano diverse versioni, come quelle della scuola Sa Long Cương. Nelle "poesie" alcune tecniche sono descritte in modo esplicito, altre volutamente in "codice", affinché sia difficile interpretarle senza la guida di un maestro, come nella "poesia" Tàng Long Hiện Hổ, che significa "drago nascosto, tigre accovacciata", un'espressione idiomatica cinese (chengyu) indicante i talenti nascosti, come nel titolo originale del film "La tigre e il dragone" (卧虎藏龙, Wòhǔ Cánglóng, in inglese "Crouching Tiger, Hidden Dragon").